# Meletios Mladší
Svatý Meletios Mladší či Nový (1035, Moutalaske – 1105, Kithairon) byl byzantský mnich a igumen.
Narodil se roku 1035 v Moutalaske v Kapadokii jako syn Ioannise a Sofie.
V mládí se rozhodl být mnichem, proto odešel do Konstantinopole. Jeho touhou byla pouť do Říma a Jeruzaléma, avšak nejprve odešel do Soluně a poté do Théb, kde se usadil v monastýru svatého Jiří. V tomto monastýru poté sloužil jako igumen.
Na pouti do Jeruzaléma byl zajat muslimy, kteří jej mučili, ale nakonec mohl odejít. Přes Řím se vrátil zpět do Théb.
Podle vyprávění na sobě nosil jen oděv z koňských žíní, postil se a konal zázraky.
Po osmadvaceti letech odešel na horu Kithairon, kde jej navštěvovalo mnoho lidí a vytvořil zde velkou mnišskou komunitu.
Zemřel roku 1105.